# Time to Destination
| Time to Destination         | Time to Destination         | Time to Destination         |
| Álbum de Every Little Thing | Álbum de Every Little Thing | Álbum de Every Little Thing |
| --------------------------- | --------------------------- | --------------------------- |
| Lanzamiento                 | 15 de abril de 1998         | 15 de abril de 1998         |
| Grabación                   | 1997, 1998                  | 1997, 1998                  |
| Género                      | J-Pop                       | J-Pop                       |
| Duración                    | 51 min, 48 sec              | 51 min, 48 sec              |
| Sello                       | Avex Trax                   | Avex Trax                   |
| Productor                   | Mitsuru Igarashi            | Mitsuru Igarashi            |
| Álbumes Every Little Thing  |                             |                             |
| everlasting (1997)          | Time to Destination (1998)  | Every Best Single +3 (1999) |

Time to Destination es el segundo álbum del grupo japonés Every Little Thing. Contiene un total de once canciones, con algunas versiones re-arregladas de algunos de los sencillos que fueron lanzados anteriormente para promocionar el álbum.
El álbum debutó en el #1 en los charts de Oricon de Japón y ha sido el álbum que más ganancias ha dejado al grupo a lo largo de su carrera.

## Lista de canciones
1. «For the moment»
2. «今でも…あなたが好きだから» («Ima demo... Anata ga suki dakara»)
3. «Face the change» (álbum mix)
4. «Old Dreams» (instrumental)
5. «モノクローム» («Monochrome»)
6. «All along»
7. «Hometown»
8. «出逢った頃のように» («Deatta koro no you ni»)
9. «Shapes Of Love»
10. «True colors»
11. «Time goes by» (versión orquestal)